# Ludwig II, Đại công tước xứ Baden
Ludwig II (tiếng Đức: Ludwig II; 15 tháng 8 năm 1824 – 22 tháng 1 năm 1858) là Đại công tước xứ Baden từ ngày 24 tháng 4 năm 1852 cho đến khi qua đời năm 1858. Ông là con trai của Leopold, Đại công tước xứ Baden và Vương nữ Sophie của Thụy Điển.
Ludwig kế vị cha mình làm Đại công tước xứ Baden vào ngày 24 tháng 4 năm 1852. Em trai ông là Đại công tử Friedrich giữ chức nhiếp chính vương và người thừa kế vì Ludwig mắc bệnh tâm thần. Đến năm 1856 Friedrich trở thành đại công tước trước khi Ludwig qua đời 2 năm. Ông cũng là công dân danh dự của Karlsruhe.